# Hebei, Peking
Hebei (kinesiska: 河北, 河北镇) är en köping i Kina. Den ligger i Fangshan i storstadsområdet Peking, i den norra delen av landet, omkring 43 kilometer väster om stadskärnan. Antalet invånare är 19 877. Befolkningen består av 9 922 kvinnor och 9 955 män. Barn under 15 år utgör 10,0 %, vuxna 15-64 år 77 %, och äldre över 65 år 12,0 %.